# Mūrshk
Mūrshk (persiska: مورشک) är en ort i Iran.   Den ligger i provinsen Khorasan, i den nordöstra delen av landet, 700 km öster om huvudstaden Teheran. Mūrshk ligger 1 312 meter över havet och antalet invånare är 306.
Terrängen runt Mūrshk är platt åt nordväst, men åt sydost är den kuperad.Runt Mūrshk är det ganska glesbefolkat, med 25 invånare per kvadratkilometer. Närmaste större samhälle är Torbat-e Ḩeydarīyeh, 3,7 km nordväst om Mūrshk. Omgivningarna runt Mūrshk är i huvudsak ett öppet busklandskap.